# Povojna koncentracijska taborišča v Sloveniji
Povojna koncentracijska taborišča so maja 1945 ustanovili zmagovalci v drugi svetovni vojni za potrebe zbiranja, izgona in usmrtitve nasprotnikov nove oblasti v Sloveniji: nemške manjšine,  madžarske manjšine, slovenskih protikomunističnih vojaških enot  (predvsem slovenskega domobranstva) in sovražno razpoloženih posameznikov. Obstajala so do pozne jeseni 1945, ko so bila reorganizirana v kazenska taborišča za prisilno delo.

## Nastanek in poimenovanje
Načelstvo OZNE za celjsko okrožje je 16. maja 1945 sporočalo osrednjemu načelstvu OZNE za Slovenijo, da so "osnovali koncentracijsko taborišče v Teharju". V glavah dopisov, ki jih je vodstvo koncentracijskega taborišča Strnišče pri Ptuju pošiljalo župnijskemu uradu Sv. Lovrenc na Dravskem polju (v dopisih je vodstvo taborišča zahtevalo pokop umrlih internirancev na župnijskem pokopališču), je bilo zapisano: »Koncentracijsko taborišče Strnišče pri Ptuju«. O njihovem obstoju se po vojni ni govorilo ali pisalo.

## Ravnanje z interniranci
Z interniranci so ravnali podobno kot v nacističnih in fašističnih taboriščih. Bivši interniranci in uradni dokumenti pričajo o visoki stopnji smrtnosti med taboriščniki, ki so bili izpostavljeni najokrutnejšim oblikam fizičnega in psihičnega nasilja. Po krutosti izstopata taborišči za pripadnike Slovenskega domobranstva in repatriirane civilne begunce s Koroškega: koncentracijsko taborišče Šentvid in koncentracijsko taborišče Teharje. Večina internirancev iz obeh taborišč je bila pomorjena  v Kočevskem Rogu, Hudi jami, Hrastniku. Mnogi taboriščniki so pomrli zaradi izredno slabe hrane, izčrpanosti, nalezljivih bolezni, slabih higienskih razmer in nezadostne zdravstvene oskrbe.

## Lokacije koncentracijskih taborišč v povojni Sloveniji
Za interniranje pripadnikov nemške manjšine so bila ustanovljena naslednja taborišča:
- Koncentracijsko taborišče Strnišče pri Ptuju  (današnje Kidričevo)
- Koncentracijsko taborišče Hrastovec pri Sv. Lenartu v Slovenskih Goricah
- Koncentracijsko taborišče Studenci pri Mariboru
- Koncentracijsko taborišče Brestrnica pri Mariboru
- Koncentracijsko taborišče Teharje pri Celju

Za interniranje otrok pripadnikov nemške manjšine, katerih starše so pobili na Teharjih, je bilo ustanovljeno taborišče:
- Koncentracijsko taborišče Petriček pri Celju

Za interniranje pripadnikov madžarske manjšine:
- Koncentracijsko taborišče Filovci v Prekmurju
- Koncentracijsko taborišče Hrastovec pri Sv. Lenartu v Slovenskih Goricah
- Koncentracijsko taborišče Strnišče pri Ptuju

Za interniranje pripadnikov Slovenskega domobranstva in slovenskih civilistov:
- Koncentracijsko taborišče Teharje pri Celju
- Koncentracijsko taborišče Šentvid nad Ljubljano
- Koncentracijsko taborišče Škofja Loka

V taboriščih so bili skupaj pripadniki vseh narodov, vendar je bila večina Nemcev interniranih v Strnišču in okolici Maribora, večina Madžarov v Prekmurju in na Vzhodnem Štajerskem, večina Slovencev pa v Šentvidu in Teharjah.